# Бентам, Джордж
Джордж Бе́нтам (англ. George Bentham; 22 сентября 1800 — 10 сентября 1884) — английский ботаник.
Член Лондонского королевского общества (1862), член-корреспондент Парижской академии наук, Берлинской академии наук (1855), Петербургской академии наук (1872).

## Биография
Джордж Бентам родился в 1800 году в Стоке, близ Портсмута. В 1814—1827 годах жил во Франции, учился на факультете теологии в Монтобане. В Лондоне изучал право, но вскоре оставил юридическое поприще и посвятил себя исключительно занятию ботаникой. С 1861 года начал заниматься ботаническими исследованиями в ботаническом саду Кью.
Крупный труд Бентама «Genera Plantarum…» (совместно с Гукером, 1862—1883) — нерукотворный памятник, созданный с поразительным и колоссальным знанием, терпением и научною добросовестностью; он надолго обеспечил за собой предложенную ими систему классификации растений. В этой классификации, отчасти сходной с классификацией Декандоля, семейства расположены в группы, или ряды; этот способ казался менее естественным, чем системы Линдли, Эндлихера и Броньяра, и английские учёные не без некоторого колебания предпочли систему Броньяра.
В 1830 году он был секретарём общества садоводства и впоследствии президентом лондонского Линнеевского общества (1861—1874).
Бентам в интересах науки объездил почти всю Европу. Ему принадлежит описание флор Бразилии (1859—1862), Австралии (1863—1878), Индии, окрестностей Гонконга.
Джордж Бентам скончался в Лондоне 10 сентября 1884 года.

## Труды
- «Labiatarum genera et species» (Лондон, 1832—1836) (лат.)
- «Handbook of the British Flora» (1858 и 1865) (англ.)
- «Flora Honkongensis» (1861) (лат.)
- «Flora Australiensis» (в сотрудничестве с Фердинандом Мюллером, 1863—1870) (лат.)
- «Genera plantarum ad exemplaria imprimis in herbariis Kewensibus servata definita» (в сотрудничестве с Гукером, 3 тома, 1862—1883) (лат.)

Кроме того, обработал для «Flora brasiliensis» — семейство Papilionaceae, а для декандолевского «Prodromus» — семейства Polemoniaceae, Scrophulariaceae, Labiatae и Stockhusiaceae.